# Монлор (Аверон)
Монло́р (фр. и окс. Montlaur) — коммуна во Франции, находится в регионе Окситания. Департамент — Аверон. Входит в состав кантона Бельмон-сюр-Ранс. Округ коммуны — Мийо.
Код INSEE коммуны — 12154.
Коммуна расположена приблизительно в 560 км к югу от Парижа, в 120 км восточнее Тулузы, в 60 км к югу от Родеза.

## Население
Население коммуны на 2008 год составляло 680 человек.
| 1962 | 1968 | 1975 | 1982 | 1990 | 1999 | 2008 |
| ---- | ---- | ---- | ---- | ---- | ---- | ---- |
| 761  | 657  | 608  | 557  | 556  | 581  | 680  |

## Экономика

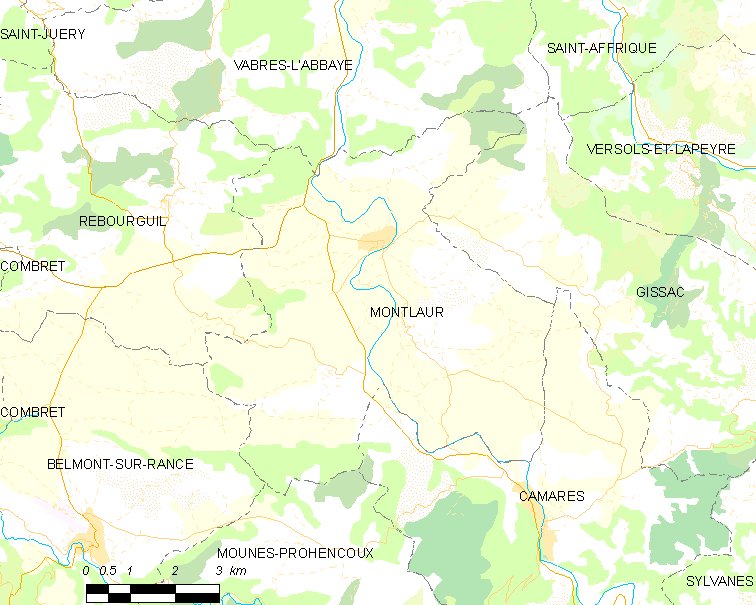
Карта коммуны

В 2007 году среди 405 человек в трудоспособном возрасте (15—64 лет) 310 были экономически активными, 95 — неактивными (показатель активности — 76,5 %, в 1999 году было 72,2 %). Из 310 активных работали 287 человек (157 мужчин и 130 женщин), безработных было 23 (13 мужчин и 10 женщин). Среди 95 неактивных 27 человек были учениками или студентами, 38 — пенсионерами, 30 были неактивными по другим причинам.

## Достопримечательности
- Статуя-менгир